# Claudio Navarrete
Claudio Patricio Navarrete Arévalo (Concepción, Chile, 5 de noviembre de 1998) es un futbolista chileno. Juega de defensa, y actualmente milita en el club San Antonio Unido de la Segunda División Profesional de Chile.

## Estadísticas
| Club                              | Div.       | Temporada  | Liga  | Liga  | Copas nacionales | Copas nacionales | Torneos internacionales | Torneos internacionales | Total | Total |
| Club                              | Div.       | Temporada  | Part. | Goles | Part.            | Goles            | Part.                   | Goles                   | Part. | Goles |
| --------------------------------- | ---------- | ---------- | ----- | ----- | ---------------- | ---------------- | ----------------------- | ----------------------- | ----- | ----- |
| Universidad de Concepción · Chile | 1.ª        | 2019       | 7     | 0     | 2                | 0                | 1                       | 0                       | 10    | 0     |
| Universidad de Concepción · Chile | 1.ª        | 2020       | 3     | 0     | —                | —                | —                       | —                       | 3     | 0     |
| Universidad de Concepción · Chile | 2.ª        | 2021       | 20    | 0     | 1                | 0                | —                       | —                       | 21    | 0     |
| Universidad de Concepción · Chile | 2.ª        | 2022       | 13    | 0     | 2                | 0                | —                       | —                       | 15    | 0     |
| Universidad de Concepción · Chile | 2.ª        | 2023       | 8     | 1     | 0                | 0                | —                       | —                       | 8     | 1     |
| Universidad de Concepción · Chile | Total club | Total club | 51    | 1     | 5                | 0                | 1                       | 0                       | 57    | 1     |
| Total club                        | Total club | Total club | 51    | 1     | 5                | 0                | 1                       | 0                       | 57    | 1     |
| 1. 2. 3.                          |            |            |       |       |                  |                  |                         |                         |       |       |